# Présomption de paternité
La présomption de paternité est une présomption légale consistant en l’attribution à l’époux de la paternité des enfants mis au monde par sa conjointe en se dispensant d’examiner la question de la réalité biologique de cette filiation ; celle-ci restant présumée et contestable par une expertise biologique, hormis dans le cas d’une procréation médicalement assistée hétérologue (avec tiers donneur). Elle a été exprimée par l’adage du jurisconsulte romain Paul : Pater is est quem nuptiæ demonstrant, « le père est celui que le mariage désigne », parfois abrégé en pater is est.  Cet adage est généralement associé à la règle de droit romain Mater semper certa est : « (L’identité de) la mère est toujours certaine ».

« Utilisé par Huguccio dans sa Summa à propos de la distinction entre l’enfant né de l’épouse et celui né de la concubine, repris par Jean le Teutonique dans la glose ordinaire du Décret, le texte de Paul devient, au terme d’une coopération entre glossateurs et canonistes, l’expression de la présomption que nous connaissons tous. »

— Anne Lefebvre-Teillard, Pater is est quem nuptiae demonstrant : jalons pour une histoire de la présomption de paternité

## En Belgique
Le droit de la filiation en Belgique est fondé sur le Code civil belge, issu du Code civil des Français de 1804, et modifié principalement par les deux importantes réformes de la filiation accomplies par la loi du 27 mai 1987 et la loi du 1er juillet 2006. Ainsi, le Code civil belge reconnait une présomption de paternité très semblable à celle existant en droit français :
« L’enfant né pendant le mariage ou dans les 300 jours qui suivent la dissolution ou l’annulation du mariage, a pour père le mari. »
— Code civil belge, Article 315
Toutefois, dans le cadre des travaux préparatoires de la loi de 2006, la question du maintien de la présomption de paternité s’est posée : « certains souhaitaient voir disparaître purement et simplement la présomption légale de paternité, alors que d’autres proposaient son extension à la cohabitation légale, voire à toutes les formes de vie commune hors mariage ». Elle a toutefois été maintenue, au profit des seuls enfants nés de couples mariés. 
Mais la loi du 5 mai 2014 portant établissement de la filiation de la coparente, entrée en vigueur le 1er janvier 2015, a étendu l’usage de la présomption de paternité en prévoyant une présomption de comaternité pour la coparente dans le cas d’un couple de femmes mariées ayant eu recours à la procréation médicalement assistée.
« L’enfant né pendant le mariage ou dans les trois cents jours qui suivent la dissolution ou l’annulation du mariage, a pour coparente l’épouse.

Les dispositions des articles 316 à 317 sont applicables par analogie. »
— Code civil belge, Article 325/2
La juriste Nicole Gallus remarque : « L’application de cette présomption légale de comaternité repose sur l’existence d’un mariage et non sur la réalité d’un projet parental commun : l’épouse de la mère sera désignée comme co-mère, même si elle n’a pas participé au projet parental ».
La règle, tirée de l’article 329bis du Code civil belge, prohibant à l’homme coupable de viol sur la personne de la mère, et non marié à celle-ci, de reconnaitre l’enfant de cette femme, n’est pas valable pour un couple marié. Pour un couple marié, la présomption de paternité s’applique, même en cas de viol conjugal.

## En Espagne
Par la loi du 15 mars 2007 dite Ley de Identidad de Género (loi sur l’identité de genre), les dispositions sur la présomption de paternité ont été modifiées et une présomption de maternité a été instaurée pour les couples de femmes en cas de procréation médicalement assistée.
Toutefois, en Catalogne, le Code civil dispose des règles spécifiques pour la filiation (dans son livre II, adopté le 29 juillet 2010, applicable au 1er janvier 2011). S’il connait lui aussi des presumpcions de paternitat (article 235-10), aucune présomption n’est reconnue en cas de procréation médicalement assistée (que cela soit pour des couples de même sexe ou de sexe différent), mais le Code prévoit à la place un mode d’établissement sui generis (articles 235-8 et 235-13 du livre II) : « l’établissement de la filiation d’un enfant issu d’une assistance médicale à la procréation avec tiers donneur obéit donc à des règles autonomes, distinctes de celles prévalant pour l’établissement de la filiation par procréation charnelle, et distinctes également de l’adoption ».

## En France

### Présentation générale
Le Code civil de 1804 avait fait de la présomption de paternité une règle presque irréfragable, puisqu’elle ne pouvait être combattue, dans un délai normal d’un mois après la naissance ou de deux mois si le mari avait ignoré la naissance de l’enfant (délai pouvant encore être prolongé d’un mois par exploit d’huissier ou acte notarié), que par le mari lui-même et par la preuve de l’impuissance accidentelle du mari, du recel de la grossesse ou de l’impossibilité physique de cohabiter par suite d’un éloignement. Toutefois la loi du 7 novembre 1907 et la loi du 30 décembre 1915, confirmée par la loi du 31 janvier 1928, permettent à la mère, en cas de remariage, d’annuler le lien entre l’enfant et son premier mari au profit de son nouveau mari (ancien article 331 du Code civil).
La filiation légitime est alors indivisible : elle est établie en bloc pour le couple marié ou pour aucun des deux. Ainsi l’enfant adultérin a matre (si dans le couple adultérin, la femme était la personne engagée dans les liens du mariage) pouvait être établi comme l’enfant du couple de sa mère (le mari de celle-ci étant établi comme son père). Si le mari le désavouait, il ne pouvait pas être reconnu par l’amant de sa mère (sauf légitimation ultérieure, mais sa filiation maternelle restait établie après le désaveu). L’enfant adultérin a matre dont l’acte de naissance ne porte pas le nom du mari pouvait être reconnu par un autre homme (le plus souvent, l’amant en question) mais la femme qui l’avait mis au monde ne pouvait établir de lien de filiation avec lui.
L’enfant adultérin a patre (si dans le couple adultérin, l’homme était la personne engagée dans les liens du mariage), quant à lui, ne pouvait être reconnu que par sa mère (hors légitimation ultérieure). Dans le cas d’un enfant issu d’un double adultère, sa filiation ne pouvait être établie avec aucun de ses auteurs.
La loi du 3 janvier 1972 élargit les possibilités de combattre cette présomption et rend la filiation légitime divisible : une personne mariée peut établir sa filiation avec un enfant indépendamment de son conjoint. L’ordonnance du 4 juillet 2005, entrée en vigueur le 1er juillet 2006, ratifiée par la loi du 16 janvier 2009 a aboli la distinction entre filiation naturelle et légitime mais a toutefois maintenu la présomption pater is est :
« L’enfant conçu ou né pendant le mariage a pour père le mari. »
— Article 312 du Code civil
Deux thèses principales s’opposaient pour expliquer la présomption de paternité. La première mettait en avant les pouvoirs de police dont le mari dispose sur la sexualité de son épouse, mais pour le jurisconsulte Marcel Planiol, c’est l’existence du devoir conjugal et non l’exigence de fidélité de l’épouse qui fonde cette présomption. L’autre thèse, dite volontariste, a été énoncée par le juriste Ambroise Colin : l’époux, lors du  consentement au mariage, aurait implicitement exprimé la volonté de reconnaitre comme siens tous les enfants de sa femme à venir (néanmoins, depuis la loi de 1972, la présomption de paternité est soumise aux règles communes de contestation).
Expliquant la place de la filiation dans le mariage, le doyen Jean Carbonnier a déclaré en 1991 : « Le cœur du mariage, ce n’est pas le couple mais la présomption de paternité ». Commentant cette affirmation en 2012, la sociologue Irène Théry remarque : « Le mariage n’est plus le socle de la famille. Depuis que l’on a aboli toute distinction entre la filiation légitime et la filiation naturelle, la présomption de paternité n’est plus le cœur du lien matrimonial. Le mariage, c’est désormais l’union d’un couple ».
Quelques personnalités ont pu s’exprimer en faveur de la suppression de la présomption de paternité (la reconnaissance, comme mode d’établissement par défaut de la filiation, étant alors étendue aux hommes mariés). Ainsi, s’exprimant sur les évolutions du droit conjugal et de la filiation, le juriste Daniel Borrillo a déclaré en 2012 : « Je suis pour la reconnaissance des enfants et pas pour la présomption ». L’avocate Caroline Mécary a proposé en 2013 dans une tribune son abolition, au motif qu’elle n’aurait « plus d’utilité institutionnelle aujourd’hui car quel que soit le cadre de la naissance de l’enfant : dans le mariage ou hors mariage, le lien de filiation est identique pour tous les enfants ».

### Cas de non-application
La présomption de paternité est écartée dans les cas suivants :
- au cas où l’enfant est né plus de 300 jours après la dissolution du mariage[28] (divorce, décès) ;
- ou plus de 300 jours après la déclaration d’absence du mari ;
- ou si l’acte de naissance ne comporte pas le nom du mari[28].

Ce dernier cas peut correspondre à un oubli ou une erreur et peut être simplement corrigé par une action en rectification d’un acte d’état civil,. Autrement l’omission peut résulter de la volonté de la mère ou de l’officier d’état civil si celui-ci détient une « reconnaissance paternelle prénatale dont les énonciations relatives à son auteur sont contredites par les informations concernant le père que lui communique le déclarant ».
Toutefois la présomption peut être rétablie par reconnaissance si aucun père n’est déjà déclaré dans l’acte de naissance, par constatation de la possession d’état si « l’enfant a la possession d’état à l’égard du mari et s’il n’a pas une filiation paternelle déjà établie à l’égard d’un tiers » ou être rétablie en justice.
En dehors de ces cas, le mari contestant l’application de la présomption de paternité doit intenter une action (autrefois appelée action en désaveu) pour contester sa paternité.
La loi Taubira du 17 mai 2013 ouvrant le mariage aux couples de personnes de même sexe n’a rien modifié relativement à la présomption de paternité : ce mode d’établissement de la filiation reste réservé à une personne de sexe masculin mariée à une personne de sexe féminin ayant accouché.

## Au Québec
Au Québec, le Code civil établit une présomption de paternité ou de maternité pour « le conjoint de sa mère ou du parent qui lui a donné naissance » à l’article 525 C.c.Q.. Cette règle oblige le tribunal à présumer que l'autre parent de l’enfant est le conjoint marié, le conjoint d’union civile ou le conjoint de fait lorsque l’enfant naît pendant le mariage, pendant l’union civile ou pendant l’union de fait ou dans les 300 jours après sa dissolution, son annulation ou, dans le cas de l’union de fait, sa fin. Elle prévoit aussi des situations où la présomption est écartée.

## En Suisse
En Suisse, le Code civil applique aussi une présomption de paternité :

« À l’égard de la mère, la filiation résulte de la naissance.
À l’égard du père, elle est établie par son mariage avec la mère, par reconnaissance ou par jugement. »

À la suite de la votation du 26 septembre 2021 (référendum sur le mariage pour tous en Suisse), une nouvelle version entrera en vigueur le 1er juillet 2022 :

« À l’égard de la mère, la filiation résulte de la naissance.
À l’égard de l’autre parent, elle est établie par son mariage avec la mère ou, pour autant que cela soit prévu par la loi, par reconnaissance ou par jugement. »